# Notre-Dame-du-Rocher
Notre-Dame-du-Rocher és un municipi francès situat al departament de l'Orne i a la regió de Normandia. L'any 2007 tenia 62 habitants.

## Demografia

### Població
El 2007 la població de fet de Notre-Dame-du-Rocher era de 62 persones. Hi havia 36 famílies de les quals 20 eren unipersonals (20 dones vivint soles i 20 dones vivint soles), 8 parelles sense fills i 8 parelles amb fills.
La població ha evolucionat segons el següent gràfic:
Habitants censats

### Habitatges
El 2007 hi havia 50 habitatges, 33 eren l'habitatge principal de la família, 14 eren segones residències i 3 estaven desocupats. 47 eren cases i 3 eren apartaments. Dels 33 habitatges principals, 22 estaven ocupats pels seus propietaris, 9 estaven llogats i ocupats pels llogaters i 2 estaven cedits a títol gratuït; 2 tenien una cambra, 1 en tenia dues, 7 en tenien tres, 12 en tenien quatre i 11 en tenien cinc o més. 26 habitatges disposaven pel capbaix d'una plaça de pàrquing. A 19 habitatges hi havia un automòbil i a 10 n'hi havia dos o més.

### Piràmide de població
La piràmide de població per edats i sexe el 2009 era:
| Homes | Edats   | Dones |
| ----- | ------- | ----- |
| 0     | 95 o +  | 0     |
| 0     | 90 a 94 | 0     |
| 0     | 85 a 89 | 0     |
| 0     | 80 a 84 | 0     |
| 0     | 75 a 79 | 0     |
| 0     | 70 a 74 | 0     |
| 4     | 65 a 69 | 12    |
| 4     | 60 a 64 | 0     |
| 0     | 55 a 59 | 0     |
| 4     | 50 a 54 | 8     |
| 4     | 45 a 49 | 0     |
| 0     | 40 a 44 | 0     |
| 0     | 35 a 39 | 4     |
| 4     | 30 a 34 | 0     |
| 4     | 25 a 29 | 4     |
| 0     | 20 a 24 | 0     |
| 0     | 15 a 19 | 4     |
| 4     | 10 a 14 | 0     |
| 4     | 5 a 9   | 0     |
| 4     | 0 a 4   | 4     |

## Economia
El 2007 la població en edat de treballar era de 42 persones, 29 eren actives i 13 eren inactives. De les 29 persones actives 25 estaven ocupades (15 homes i 10 dones) i 4 estaven aturades (2 homes i 2 dones). De les 13 persones inactives 8 estaven jubilades i 5 estaven classificades com a «altres inactius».
Activitats econòmiques
Dels 4 establiments que hi havia el 2007, 2 eren d'empreses de construcció, 1 d'una empresa de serveis i 1 d'una entitat de l'administració pública.
L'any 2000 a Notre-Dame-du-Rocher hi havia 7 explotacions agrícoles que ocupaven un total de 256 hectàrees.

## Poblacions més properes
El següent diagrama mostra les poblacions més properes.